# Postleitzahl (Island)

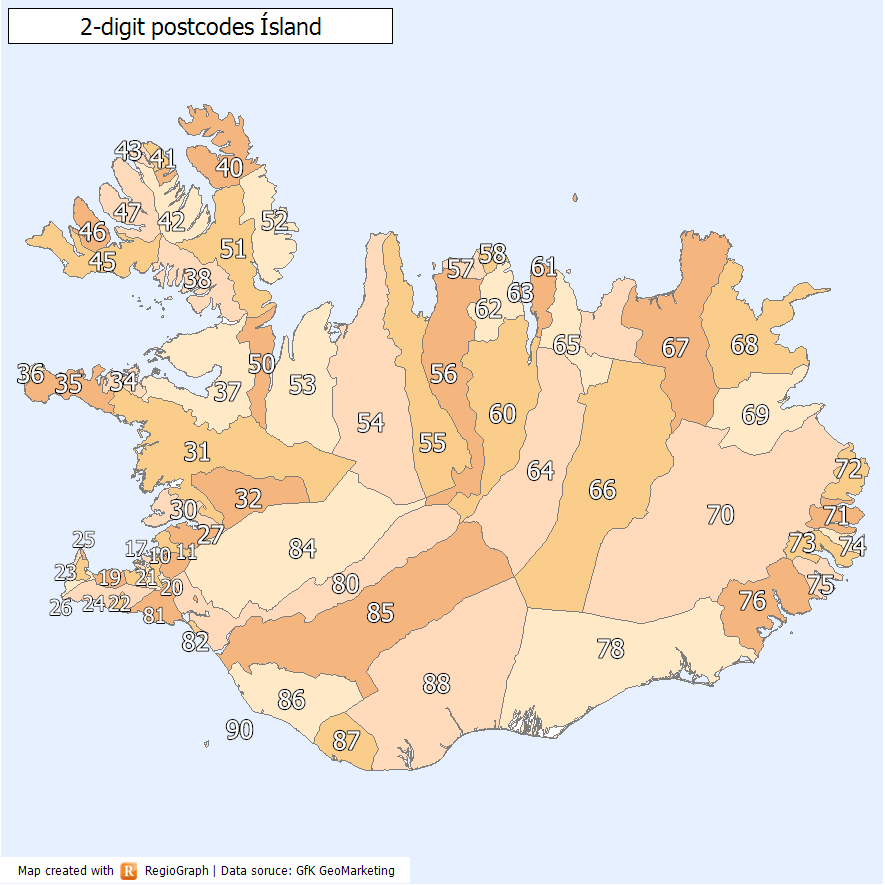
Postleitzahlen-Gebiete in Island nach den ersten beiden Stellen

Die Postleitzahlen in Island sind dreistellig numerisch. Aus ihnen kann man die ungefähre geografische Position ablesen und ob es sich um eine inner- bzw. außerörtliche Zustell-PLZ oder eine Postfach-PLZ handelt. Sie werden in Island wie in den meisten europäischen Ländern dem Standort der Poststelle vorangestellt. Sie beginnen im Südwesten und folgen dem Küstenverlauf grob im Uhrzeigersinn.
Folgende PLZ-Gruppen sind vergeben:
- 101–116: Reykjavík (Zustellung, mit Lücken)
- 121–132: Reykjavík (Postfächer, mit Lücken) (pósthólf)
- 150 und 155: Reykjavík (Großkunden: 150 Ämter, 155 Großbanken)
- 170–270: Vororte von Reykjavík und Halbinsel Suðurnes
- 300–380: Westisland
- 400–471: westl. Halbinsel der Westfjorde
- 500–580: Ostküste der Westfjorde und westl. Nordland
- 600–690: östl. Nordland und nördl. Ostküste
- 700–785: Ostfjorde und Südostküste bis zum Gletscher Skeiðarárjökull
- 800–880: Südland und Südküste bis zum Gletscher Skeiðarárjökull (hier entgegen dem Uhrzeigersinn)
- 900 und 902: Westmännerinseln

Ab der PLZ 170 gilt für die dritte Stelle der PLZ die generelle Regel:
- für Poststellen und die Zustellbezirke innerhalb von Ortschaften endet die PLZ auf 0 oder 5
- für zugehörige Zustellgebiete außerorts endet die PLZ auf 1 (oder 6, falls innerorts 5) (dreifbýli)
- Postfächer erhalten eine PLZ mit 2 an letzter Stelle.
- Nötigenfalls werden weitere Zustellbezirke hinzugefügt.

## Beispiel Akureyri
Als umfassendes Beispiel kann die Stadt Akureyri gelten:
- 600 Akureyri (Zustellung Altstadt, südlich des Flusses Glerá)
- 601 Akureyri (Streusiedlungen im Fjord Eyjafjörður)
- 602 Akureyri (Postfächer)
- 603 Akureyri (Zustellung nördlich des Flusses Glerá)

Im innerstädtischen Bereich sind für die Zustellung also die PLZ 600 und 603 vergeben, während die umgebenden Streusiedlungen alle die PLZ 601 führen.